# Tamarin (singe)
Pour les articles homonymes, voir Tamarin.
Taxons concernés
Plusieurs espèces dans les genres :
- Saguinus
- Callimico
- Leontopithecusmodifier

Le terme tamarin est un nom vernaculaire porté par plusieurs espèces de singes du continent américain (les Platyrrhini) de la famille des Callitrichidae. Ce terme probablement d'origine tupi est ambigu, car il est à la fois utilisé dans les noms vernaculaires de plusieurs espèces du genre Saguinus, mais il peut désigner génériquement l'ensemble de ce genre qui inclut les pinchés, le Callimico et les petits singes-lions appelés aussi tamarins lions.
Les tamarins fréquentent la forêt humide tropicale de plaine, alors que les pinchés d’Amérique centrale sont des hôtes réguliers de la forêt sèche. Ils vivent dans des harems (en) polyandres.
Les tamarins lions forment le genre des Leontopithecus.

## Rôle écologique, services écosystémiques
La partie nord-péruvienne autrefois luxuriante de la jungle amazonienne a été fortement déforestée au début des années 1990 pour y créer des pâturages pour des élevages de buffle d'eau, ensuite abandonnée 10 ans plus tard. La forêt depuis y regagne du terrain, en formant une forêt dite  « secondaire » ; cette reconquête se fait plus rapidement qu’on aurait pu s’y attendre, et des études ont montré en 2019 que c’est grâce aux tamarins. En effet, en dépit de leur très petite taille, ces singes s’avèrent être d’excellents disperseurs de graines forestières (zoochorie).

Depuis la fin du XXe siècle les systèmes de radiotracking et SIG ont facilité l’étude du comportement du tamarin. Ils ont notamment permis un suivi de 20 ans dans une zone déforestée jouxtant une zone de forêt primaire où on a pu précisément mesurer le temps passé par ce singe en forêt primaire et secondaire (forêt déjà exploitée), le temps qu’il passe à se nourrir et où et à quelle fréquence il dépose ses excréments riches en graines des fruits précédemment ingérés. Dans cette région les graines venaient pour la plupart d’une forêt voisine. Un suivi de 20 ans a montré qu’au cours des trois premières années, les singes ont passé moins de 1,5 % de leur temps dans la forêt précédemment exploitée, mais en 2016, ce pourcentage était passé à environ 12 %. Sur plusieurs centaines de graines retrouvées dans des excréments de tamarins et suivies par les chercheurs, 15 ont survécu et ont donné des arbres de plus de deux mètres de haut. En analysant leur génome on a montré que plus de la moitié de ces arbres provenaient effectivement de la forêt primaire voisine, confirmant le rôle joué par ce singe pour la renaturation de zones dégradées, à condition qu’elles jouxtent une zone primaire assez grande pour le nourrir. Néanmoins, après 20 ans de régénération, cette forêt n’a pas récupéré la grande diversité des plantes ni la haute canopée nécessaires pour redonner un habitat convenable à ces petits singes.

## Noms vernaculaires
Liste des espèces nommées avec ce terme :
- Tamarin bicolore —  Saguinus bicolor
- Tamarin blanc — Saguinus melanoleucus, deux sous-espèces
- Tamarin à coiffe rouge — Saguinus pileatus
- Tamarin empereur — Saguinus imperator, deux sous-espèces
- Tamarin à face marbrée — Saguinus inustus
- Tamarin à face nue de Martin — Saguinus martinsi, deux sous-espèces
- Tamarin labié — Saguinus labiatus, plusieurs sous-espèces
- Tamarin à mains dorées — Saguinus midas
- Tamarin à manteau doré — Saguinus tripartitus
- Tamarin à manteau noir — Saguinus nigricollis, deux sous-espèces
- Tamarin à moustaches — Saguinus mystax, deux sous-espèces
- Tamarin noir — Saguinus niger
- Tamarin du Rio Napo — Saguinus graellsi
- Tamarin à selle — Saguinus fuscicollis, plusieurs sous-espèces
- Tamarin pinché ou tamarin à crête blanche — Saguinus oedipus, en danger critique d'extinction[4]